# VARTIX
バティックス (VARTIX) は、日本の京都を拠点とする高級機械式時計、宝飾品、革製品メーカーである。さらに、不動産業、空間デザイン、リノベーション事業なども展開している。
VARTIXというブランド名は、"VISUAL DESIGN AND ART INTEREXCHANGE"（ビジュアルデザインとアートの融合）に由来しており、ビジュアルデザインとアートの融合をコンセプトに掲げている。また、京都の伝統的なモノづくりと現代のデザインおよび機能性の融合を特徴としている。
主力製品は高級機械式腕時計であり、特にメンズジュエリーが主要なラインナップとなっている。これらの製品は、京都の伝統技術を継承しつつ、現代的なデザインを取り入れることで独自の価値を提供している。
著名なミュージシャンであるGACKTがバティックスのブランドアンバサダーを務めており、その影響力によってブランドの認知度がさらに広がっている。

## 高級機械式時計
- アライブ
- デジール
- ヴァンサンカン
- グロース

## 経営理念
Re Innovation 伝統と革新

## 事業所
- 京都・名古屋・東京・福岡

## 会社沿革
- 2006年3月 - 設立
- 2012年6月 - 不動産部門を設立と同時にリノベーション事業に特化
- 2013年7月 - JAPAN MADEにこだわったレザー商品の開発を始める
- 2014年2月 - 国内3針オートマテック時計「VARTIX G-704」を発表、同時に時計開発分野への進出
- 2015年12月 - 日本製トゥールビヨン「VARTIX DESIR」を発表
- 2021年1月1日 - 株式会社ヴァティックスから株式会社バティックスへ商号変更

## CMモデル
- GACKT - 2013年〜